# Alt Camp

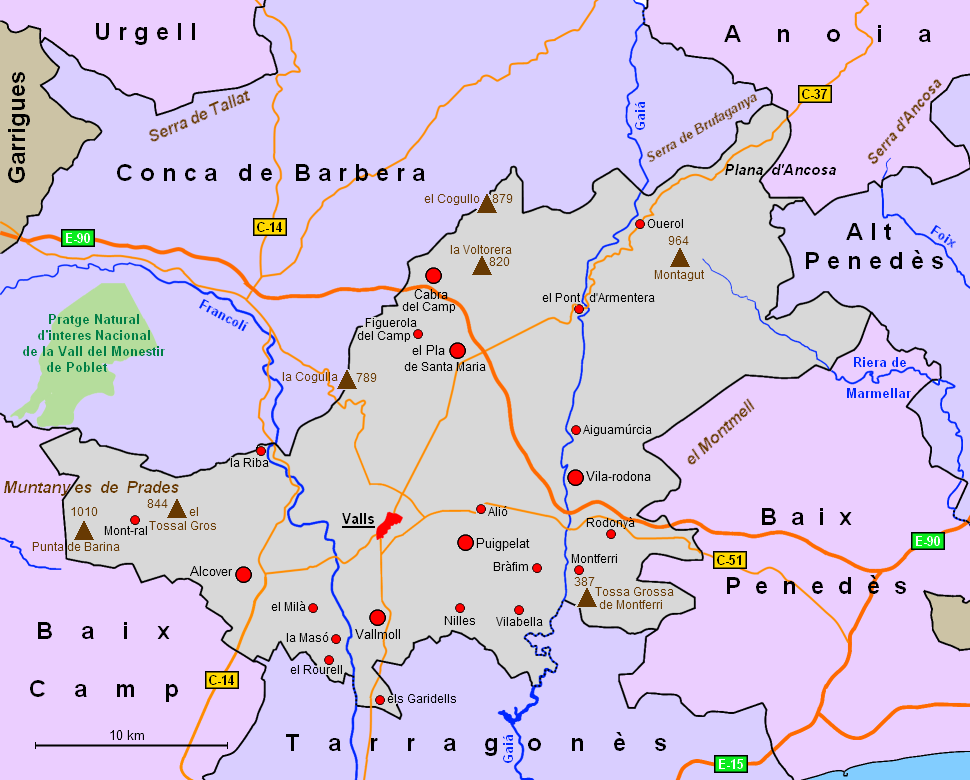
Gemeinden in Alt Camp

Die Comarca Alt Camp (dt. „das Obere Land“, spanisch Alto Campo) liegt in der Provinz Tarragona der Autonomen Gemeinschaft von Katalonien (Spanien). Der Gemeindeverband hat eine Fläche von 537,78 km² und 45.540 Einwohner (2022). Das Alt Camp ist eine der drei comarcas, in welche das Camp de Tarragona 1936 aufgeteilt wurde.

## Lage
Der Gemeindeverband liegt im südlichen Teil Kataloniens, nördlich der Provinzhauptstadt Tarragona. Er grenzt im Norden an die Comarca Conca de Barberà, im Osten an Anoia und Alt Penedès, im Süden an Baix Penedès und Tarragonès und im Westen an Baix Camp. Zusammen mit den Comarcas Baix Camp, Baix Penedès, Conca de Barberà, Priorat und Tarragonès bildet die Region das Territorium Camp de Tarragona.
Alt Camp liegt in einer bis ans Mittelmeer reichende Küstenebene, die im Nordwesten und Südosten durch eine Kette von Höhenzügen begrenzt wird, die Teil des Vorküstengebirges sind. Die Flüsse Gaia und Francoli durchfließen die Comarca von Nord nach Süd mit unregelmäßiger Wasserführung.

## Klima
Die Bergzüge im Norden und Osten schützen vor dem Klima der Zentralkatalanischen Tiefebene und sind der Grund für das ausgeprägte Mittelmeerklima.

## Verkehr
Die Comarca durch eine Autobahn (AP-2/E90), Fernstraßen und Eisenbahn gut erschlossen. Der Flughafen von Reus ist über die C-14, die ab Alcover 4-spurig ausgebaut ist, schnell zu erreichen.

## Wirtschaft
In der Landwirtschaft überwiegt der Anbau von Trockenfrüchten (Mandeln und Haselnüsse), Oliven, Wein und Getreide. Bei der Viehzucht überwiegen Geflügel und Schweine.

## Gemeinden
| Gemeinde              | Einwohner (2024) | Fläche km² | Dichte Einw./km² | Cod INE | Postleitzahl |
| --------------------- | ---------------- | ---------- | ---------------- | ------- | ------------ |
| Aiguamúrcia           | 957              | 73,20      | 13               | 43001   | 43815        |
| Alcover               | 5.348            | 46,28      | 116              | 43005   | 43460        |
| Alió                  | 504              | 7,23       | 70               | 43010   | 43813        |
| Bràfim                | 696              | 6,37       | 109              | 43034   | 43812        |
| Cabra del Camp        | 1.321            | 26,81      | 49               | 43036   | 43811        |
| Figuerola del Camp    | 345              | 22,67      | 15               | 43059   | 43811        |
| Els Garidells         | 202              | 3,02       | 67               | 43066   | 43153        |
| La Masó               | 288              | 3,64       | 79               | 43080   | 43143        |
| El Milà               | 197              | 3,96       | 50               | 43083   | 43143        |
| Mont-ral              | 184              | 34,50      | 5                | 43091   | 43364        |
| Montferri             | 473              | 19,36      | 24               | 43089   | 43812        |
| Nulles                | 552              | 10,73      | 51               | 43098   | 43887        |
| El Pla de Santa Maria | 2.389            | 35,08      | 68               | 43108   | 43810        |
| El Pont d’Armentera   | 498              | 21,55      | 23               | 43113   | 43817        |
| Puigpelat             | 1.205            | 9,59       | 126              | 43119   | 43812        |
| Querol                | 591              | 71,92      | 8                | 43120   | 43816        |
| La Riba               | 569              | 8,03       | 71               | 43124   | 43450        |
| Rodonyà               | 521              | 8,36       | 62               | 43132   | 43812        |
| El Rourell            | 403              | 2,28       | 177              | 43134   | 43142        |
| Vallmoll              | 1.951            | 16,61      | 117              | 43160   | 43144        |
| Valls                 | 25.047           | 55,35      | 453              | 43161   | 43800        |
| Vila-rodona           | 1.374            | 33,04      | 42               | 43170   | 43814        |
| Vilabella             | 723              | 18,20      | 40               | 43165   | 43886        |
| Comarca Alt Camp      | 46.338           | 537,78     | 86               | –       | –            |

## Fotos

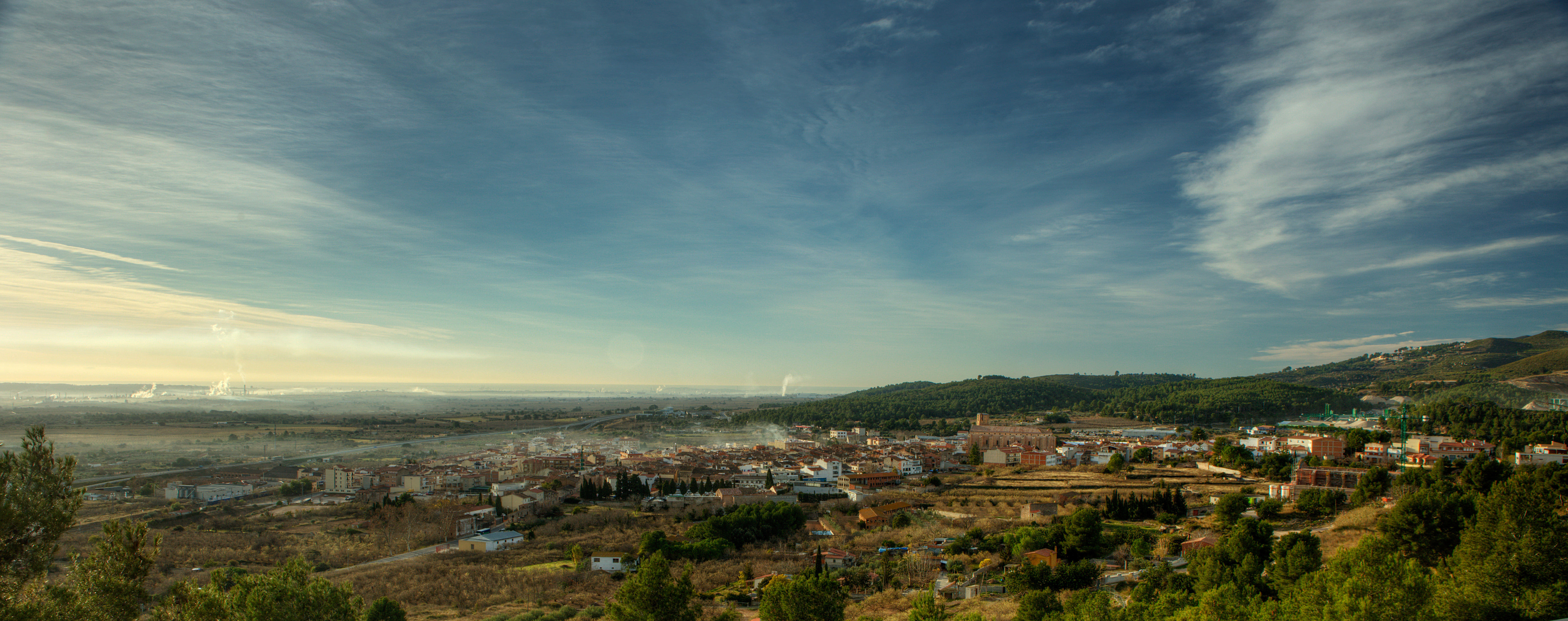
Alcover im Alt Camp
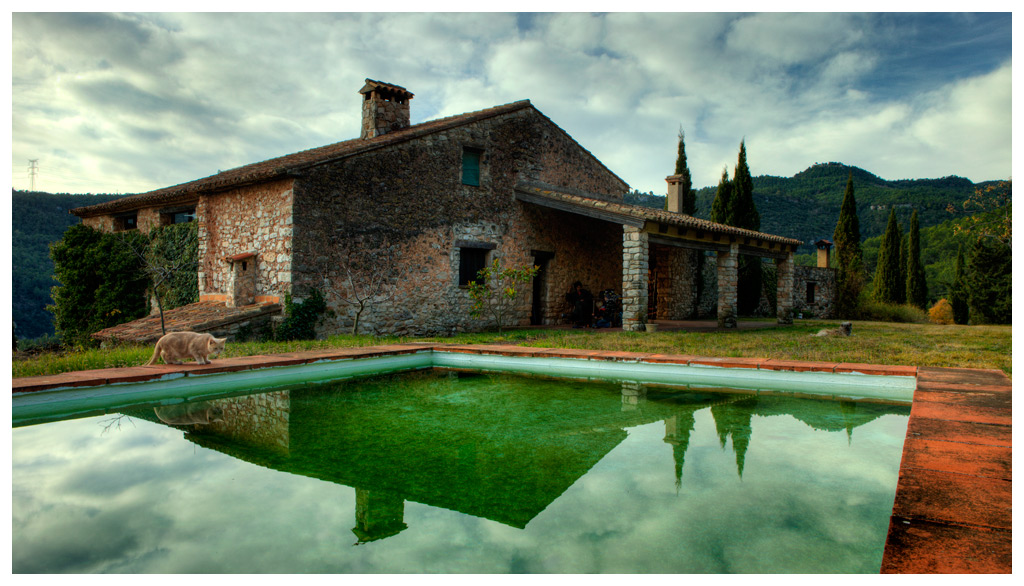
Typische Masia (Landhaus) im Alt Camp